# Massimiliano Bruno
Massimiliano Bruno, né le 4 juin 1970 à Rome, est un réalisateur, scénariste, acteur et dramaturge italien.

## Biographie
Naît à Rome dans une famille d'origine calabraise, Massimiliano Bruno s'est formé comme acteur dans le laboratoire de théâtre « Torre Spaccata ». Il commence sa carrière dans le théâtre underground romain, à la fois en tant qu'acteur et dramaturge.
Il fait ses débuts professionnels en tant que scénariste en 2000, pour le téléfilm Non ho l'età. En 2006, il collabore au scénario de Notte prima degli esami. Il a fait ses débuts au cinéma en 2011 avec Personne ne peut me juger (Nessuno mi puo giudicare), qui remporte le Nastro d'Argento du meilleur film de comédie. Pour ce film, il a également été nommé pour le David di Donatello du meilleur réalisateur débutant,.

## Filmographie partielle

### Réalisateur
- 2011 : Personne ne peut me juger (Nessuno mi puo giudicare)
- 2012 : Viva l'Italia (it)
- 2014 : Confusi e felici (it)
- 2015 : Gli ultimi saranno ultimi (it)
- 2017 : Beata ignoranza (it)
- 2019 : Non ci resta che il crimine (it)
- 2020 : Ritorno al crimine
- 2022 : C'era una volta il crimine (it)
- 2023 : I migliori giorni (it), coréalisé avec Edoardo Leo
- 2023 : I peggiori giorni (it), coréalisé avec Edoardo Leo

### Scénariste
- 2006 : Notte prima degli esami
- 2007 : Notte prima degli esami - Oggi
- 2009 : Ex
- 2010 : Garçons contre filles (Maschi contro femmine) de Fausto Brizzi
- 2011 : Personne ne peut me juger (Nessuno mi puo giudicare)
- 2012 : Viva l'Italia (it)
- 2013 : Buongiorno papà
- 2020 : Ritorno al crimine

### Acteur
- 2011 : Questo mondo è per te
- 2011 : Nessuno mi puo giudicare
- 2012 : Viva l'Italia (it)
- 2013 : Buongiorno papà
- 2020 : Ritorno al crimine